# Michael Ruth
Michael Ruth (* 8. Januar 2002 in Glasgow) ist ein schottischer Fußballspieler, der beim FC Queen’s Park in der Scottish Championship unter Vertrag steht.

## Karriere

### Verein
Seine Karriere begann Michael Ruth in der Jugendakademie des FC Queen’s Park in Glasgow. Beim ältesten Fußballverein aus Schottland spielte er bis zum Jahr 2018 in der Jugend. Als 16-Jähriger debütierte er am 31. März 2018 für den Verein in einem Drittligaspiel gegen den Airdrieonians FC im Hampden Park. In der Saison 2017/18 kam er zu zwei weiteren Einsätzen, ehe die „Spiders“ in der Relegation in die vierte Liga abstiegen. In der folgenden Viertligasaison kam Ruth auf sieben Spiele und ein Tor gegen die Albion Rovers, das er im April 2019 erzielte. Im Juni 2019 wechselte der Stürmer zum schottischen Erstligisten FC Aberdeen. Ab September 2020 wurde Ruth an den Zweitligisten FC Arbroath verliehen, nachdem er nur einmal im Kader der „Dons“ für ein Ligaspiel gestanden hatte. Bis zum Februar 2021 blieb er für Arbroath in elf Spielen torlos. Die Ausleihe wurde vorzeitig im Februar beendet, da Aberdeen mehrere Kaderänderungen vornahm.

### Nationalmannschaft
Michael Ruth spielte im Jahr 2018 zweimal für die schottische U16-Nationalmannschaft.